# Белвил (Њујорк)
Белвил (енгл. Belleville) насељено је место без административног статуса у америчкој савезној држави Њујорк.

## Демографија
По попису из 2010. године број становника је 226.
| Група             | 2000.    | 2010.       |
| Белци             | 0 (0,0%) | 220 (97,3%) |
| Афроамериканци    | 0 (0,0%) | 0 (0,0%)    |
| Азијати           | 0 (0,0%) | 1 (0,4%)    |
| Хиспаноамериканци | 0 (0,0%) | 4 (1,8%)    |
| Укупно            | 0        | 226         |